# María Bayo
Pour les articles homonymes, voir Bayo.
María Bayo est une soprano espagnole, née à Fitero en Navarre, le 28 mai 1961.

## Biographie
María Bayo a fait ses études musicales au conservatoire de Pampelune puis à la Hochschule für Musik de Detmold (Allemagne, Westphalie).
Elle remporte le premier prix du concours international Hans Gabor Belvédère à Vienne en 1988 puis en 2009 le Prix national de musique en Espagne.

« ... elle a su porter l'exigence musicale et dramatique au niveau d'une Mirella Freni. Qu'elle chante Cléopâtre au Met ou Zerline à Salzbourg, elle donne l'illusion de palpiter d'un feu secret, »

— Éric Dahan, Libération Culture 25/05/1999
En 2020, elle reçoit la Médaille d'or du mérite des beaux-arts, décernée par le Ministère de la Culture espagnol.

## Répertoire

### Opéra
María Bayo a développé une vaste carrière lyrique dans laquelle elle s'est distinguée pour ses qualités vocales et sa présence sur scène, et qui a des exemples du baroque au vérisme, en passant par Bel Canto. Ses débuts à Pise, Saint-Gall et Lucerne ont eu lieu avec Les Pêcheurs de perles (Georges Bizet) dans le rôle de Leila, Lucia di Lammermoor (Donizetti), dans le rôle-titre et La sonnambula (Bellini), dans celui de Lisa. Avec ces trois auteurs, son répertoire comprend des œuvres de Haendel (Cléopâtre, dans Jules César en Égypte), Leoncavallo (Nedda, dans I Pagliacci) ou Verdi (Oscar, dans Un bal masqué).
 (juin 2021).
Le contenu est difficilement compréhensible vu les erreurs de traduction, qui sont peut-être dues à l'utilisation d'un logiciel de traduction automatique.
Cependant, deux sont les auteurs dont le répertoire a été cultivé avec une plus grande intensité. D'une part, Rossini , dont elle a interprété six opéras : Bianca e Falliero, Le Barbier de Seville, Le Voyage à Reims, L'occasione fa il ladro, La scala di seta et Tancrède. Le second est Mozart, dont elle a visité le plus souvent les opéras, en particulier la trilogie de Lorenzo da Ponte, bien qu'il s'agisse d'un opéra sérieux du génie de Salzbourg, Idomeneo, celui qui a un caractère plus spécial pour elle, puisqu'elle a donné à sa fille unique, née en 2004, le nom d'Ilia, le personnage qu'elle incarne dans cet opéra. Mais ce n'est pas Idomeneo ou La Flûte enchantée (dans laquelle elle a joué le rôle de Première Dame) qui a donné à María Bayo le caractère d'une chanteuse de Mozart, mais ses performances dans Le Mariage de Figaro, Don Giovanni et Così fan tutte, les trois opéras dans lesquels Mozart avait Lorenzo da Ponte comme librettiste, performances liées, en plus, à ses apparitions au Festival de Salzbourg.
L'évolution de la voix de María Bayo l'a amenée à jouer plusieurs rôles dans chacun de ces opéras. Dans le cas de Così , Bayo a d'abord joué le rôle de Fiordiligi (Saint-Sébastien, 1991) puis celui de la femme de chambre Despina (Salzbourg, 2000). Dans Don Giovanni , après avoir affronté le rôle de Zerlina (Salzbourg, 1999), elle a joué Donna Anna (Ruhr-Triennale, 2002). Enfin, dans Le Mariage de Figaro , María Bayo a incarné trois des personnages : le premier, comme d'habitude dans les sopranos de son disque, était celui de Susanna (Madrid, 1990); plus tard, et bien que ce soit un rôle normalement joué par les mezzo-sopranos, a joué le rôle de Chérubin au Festival de Salzbourg en 1998; enfin, en 2007, elle joue pour la première fois le rôle de La Comtesse (Dresde).
De façon similaire, dans le cas de La Bohème , elle fit ses débuts dans le rôle de Musetta (Milan) pour aborder plus tard celui de Mimì. En plus de son activité dans le grand répertoire, elle a chanté dans la reprise de quelques opéras baroques, comme La Calisto, de Francesco Cavalli, ou Cleofide, de Johann Adolph Hasse

### Zarzuela
María Bayo a consacré une bonne partie de sa carrière à la zarzuela, tant en termes de titres des XIXe et XXe siècles, qu'à la zarzuela baroque écrite au XVIIe siècle.

## Discographie sélective
- 2002 : Canciones Españolas, Naïve[7],[8]
- 2006 - José de Nebra : Arias de Zarzuelas. Al Ayre Español. Harmonia Mundi Ibérica 987069
- 2008 - Haendel : Rodrigo. Al Ayre Español. Ambroisie AM 132
- Haendel : opera arias and cantatas, Capriccio Stravagante, direction :Skip Sempé
- Haendel : cantatas, Capriccio Stravagante, direction : Skip Sempé

## Prix
- 2009 : Prix national de musique